# Sloe Gin
Sloe Gin è il sesto album in studio del musicista blues rock statunitense Joe Bonamassa, pubblicato nel 2007.

## Tracce
1. Ball Peen Hammer (Chris Whitley cover) – 3:27
2. One of These Days (Ten Years After cover) – 5:40
3. Seagull (Bad Company cover) – 3:49
4. Dirt in My Pocket – 4:54
5. Sloe Gin (Tim Curry cover) – 8:13
6. Another Kind of Love (John Mayall cover) – 3:10
7. Around the Bend – 5:15
8. Black Night (Charles Brown cover) – 4:22
9. Jelly Roll (John Martyn cover) – 2:12
10. Richmond – 4:31
11. India – 3:19

## Formazione
- Joe Bonamassa - voce, chitarra
- Rick Melick - tastiera
- Carmine Rojas - basso
- Anton Fig - batteria